# Skydebjerg Sogn
Skydebjerg Sogn ist eine Kirchspielsgemeinde (dän.: Sogn)
auf der Insel Fyn (dt.: Fünen)
im südlichen Dänemark. Bis 1970 gehörte sie zur Harde Båg Herred im damaligen Odense Amt, danach zur Aarup Kommune im
Fyns Amt, die im Zuge der  Kommunalreform zum 1. Januar 2007 in der
Assens Kommune in der Region Syddanmark aufgegangen ist.
Im Kirchspiel leben 993 Einwohner (Stand: 1. Januar 2023).
Im Kirchspiel liegt die Kirche „Skydebjerg Kirke“.
Nachbargemeinden sind im Norden Årup Sogn, im Osten Orte Sogn, im Süden Ørsted Sogn und im Westen Kerte Sogn.

## Persönlichkeiten
- Jørgen Nielsen Møller (1801–1862), Inspektor von Grönland